# Jan Gerits
Jan Hubert Gerits (Peer, 14 mei 1925 - 16 juni 2011) was een Belgisch senator.

## Levensloop
Gerits was medewerker op verschillende ministeriële kabinetten en werd gemeenteraadslid in Houthalen.
In 1972 werd hij voor de CVP verkozen tot provinciaal senator voor Limburg en vervulde dit mandaat tot in 1985. In de periode februari 1972-oktober 1980 zetelde hij als gevolg van het toen bestaande dubbelmandaat ook in de Cultuurraad voor de Nederlandse Cultuurgemeenschap, die op 7 december 1971 werd geïnstalleerd. Vanaf 21 oktober 1980 tot november 1981 was hij tevens korte tijd lid van de Vlaamse Raad, de opvolger van de Cultuurraad en de voorloper van het huidige Vlaams Parlement.